# Georg Siegmund Leyser
Georg Siegmund Leyser (* 1662 in Bonnland; † 1708 in Rothenburg ob der Tauber) war ein deutscher Orgelbauer.
Er baute barocke Orgeln im mittelfränkischen Raum zwischen Nürnberg und Rothenburg ob der Tauber.

## Werke
- 1673: Bau der Orgel in der Oswaldkirche in Giebelstadt (1868 ersetzt[1])
- 1669: Umbau der Orgel in St. Gumbertus in Ansbach
- 1688: Mithilfe beim Orgelbau in St. Jakob in Rothenburg ob der Tauber
- 1691: Renovierung der Orgel in St. Sebald in Nürnberg,[2] welche ursprünglich von Heinrich Traxdorf im Jahr 1444 stammte.[3]